# Sortland
Sortland é uma comuna da Noruega, com 713 km² de área e 9 509 habitantes (censo de 2004).         